# Exposants et indices Unicode
Cette page contient des caractères spéciaux ou non latins. S’ils s’affichent mal (▯, ?, etc.), consultez la page d’aide Unicode.
 (février 2025).
La norme Unicode propose des exposants et des indices d'un certain nombre de caractères, y compris les chiffres arabes. Ces caractères permettent de représenter diverses formules mathématiques ou physiques sous forme de simple texte sans recourir à un langage de balisage comme HTML ou TEX.

## Description
Les exposants les plus courants, ¹, ² et ³, existaient dans la norme ISO/CEI 8859-1 aux positions B9, B2 et B3 et furent par conséquent portés par la norme Unicode aux adresses U+00B9, U+00B2 et U+00B3. Les autres exposants et indices sont codés dans le bloc U+2070 à U+209F :
- De U+2070 à U+2079, exposants de chiffres. Les caractères U+2072 et U+2073, attendus pour les chiffres 2 et 3, ne sont pas utilisés. Le caractère U+2071 n'est pas l'exposant du chiffre 1 mais celui de la lettre i en bas-de-casse.
- De U+207A à U+207F, exposants de divers symboles, respectivement les symboles +, -, =, (, ) et la lettre n en bas-de-casse.
- De U+2080 à U+2089, indices de chiffres. Tous sont représentés.
- De U+208A à U+208E, indices de symboles, respectivement +, -, =, (et). Le caractère U+208F n'est pas utilisé.
- De U+2090 à U+2094, indices des lettres a, e, o, x et ə, en bas-de-casse.
- Les caractères U+2095 à U+209F ne sont pas utilisés.

Plusieurs autres lettres latines, grecques et cyrilliques en indice ou en exposant sont classées parmi les extensions phonétiques, de U+1D2C à U+1D6A (exposants a, b, d, e, γ, etc. ; indices i, r, u, v, β, etc.).

## Tables
La première table ci-dessous présente uniquement les caractères U+2070 à U+209F :
La deuxième table ci-dessous fait précéder les caractères U+2070 à U+209F (et les autres exposants et indices codés dans ISO 8859-1 et dans Unicode) par la lettre X capitale afin de mettre en évidence les indices et les exposants :
|        | 0  | 1  | 2  | 3  | 4  | 5  | 6  | 7  | 8  | 9  | A  | B  | C  | D  | E  | F  |
| ------ | -- | -- | -- | -- | -- | -- | -- | -- | -- | -- | -- | -- | -- | -- | -- | -- |
| U+00B0 |    |    | X² | X³ |    |    |    |    |    | X¹ |    |    |    |    |    |    |
| U+02B0 | Xʰ | Xʱ | Xʲ | Xʳ | Xʴ | Xʵ | Xʶ | Xʷ | Xʸ |    |    |    |    |    |    |    |
| U+02C0 | Xˀ | Xˁ |    |    |    |    |    |    |    |    |    |    |    |    |    |    |
| U+02E0 | Xˠ | Xˡ | Xˢ | Xˣ | Xˤ |    |    |    |    |    |    |    |    |    |    |    |
| U+1D20 |    |    |    |    |    |    |    |    |    |    |    |    | Xᴬ | Xᴭ | Xᴮ | Xᴯ |
| U+1D30 | Xᴰ | Xᴱ | Xᴲ | Xᴳ | Xᴴ | Xᴵ | Xᴶ | Xᴷ | Xᴸ | Xᴹ | Xᴺ | Xᴻ | Xᴼ | Xᴽ | Xᴾ | Xᴿ |
| U+1D40 | Xᵀ | Xᵁ | Xᵂ | Xᵃ | Xᵄ | Xᵅ | Xᵆ | Xᵇ | Xᵈ | Xᵉ | Xᵊ | Xᵋ | Xᵌ | Xᵍ | Xᵎ | Xᵏ |
| U+1D50 | Xᵐ | Xᵑ | Xᵒ | Xᵓ | Xᵔ | Xᵕ | Xᵖ | Xᵗ | Xᵘ | Xᵙ | Xᵚ | Xᵛ | Xᵜ | Xᵝ | Xᵞ | Xᵟ |
| U+1D60 | Xᵠ | Xᵡ | Xᵢ | Xᵣ | Xᵤ | Xᵥ | Xᵦ | Xᵧ | Xᵨ | Xᵩ | Xᵪ |    |    |    |    |    |
| U+1D90 |    |    |    |    |    |    |    |    |    |    |    | Xᶛ | Xᶜ | Xᶝ | Xᶞ | Xᶟ |
| U+1DA0 | Xᶠ | Xᶡ | Xᶢ | Xᶣ | Xᶤ | Xᶥ | Xᶦ | Xᶧ | Xᶨ | Xᶩ | Xᶪ | Xᶫ | Xᶬ | Xᶭ | Xᶮ | Xᶯ |
| U+1DB0 | Xᶰ | Xᶱ | Xᶲ | Xᶳ | Xᶴ | Xᶵ | Xᶶ | Xᶷ | Xᶸ | Xᶹ | Xᶺ | Xᶻ | Xᶼ | Xᶽ | Xᶾ | Xᶿ |
| U+2070 | X⁰ | Xⁱ |    |    | X⁴ | X⁵ | X⁶ | X⁷ | X⁸ | X⁹ | X⁺ | X⁻ | X⁼ | X⁽ | X⁾ | Xⁿ |
| U+2080 | X₀ | X₁ | X₂ | X₃ | X₄ | X₅ | X₆ | X₇ | X₈ | X₉ | X₊ | X₋ | X₌ | X₍ | X₎ |    |
| U+2090 | Xₐ | Xₑ | Xₒ | Xₓ | Xₔ | Xₕ | Xₖ | Xₗ | Xₘ | Xₙ | Xₚ | Xₛ | Xₜ |    |    |    |
| U+2C70 |    |    |    |    |    |    |    |    |    |    |    |    | Xⱼ | Xⱽ |    |    |
| U+A770 | Xꝰ |    |    |    |    |    |    |    |    |    |    |    |    |    |    |    |
| U+A7F0 |    |    |    |    |    |    |    |    | Xꟸ | Xꟹ |    |    |    |    |    |    |

Enfin, à titre de référence, la dernière table ci-dessous reprend la présentation précédente, mais en codant les indices et les exposants à l'aide des balises HTML <sup>...</sup> et <sub>...</sub> :
|        | 0  | 1  | 2  | 3  | 4  | 5  | 6  | 7  | 8  | 9  | A  | B  | C  | D  | E  | F  |
| ------ | -- | -- | -- | -- | -- | -- | -- | -- | -- | -- | -- | -- | -- | -- | -- | -- |
| U+00B0 |    |    | X2 | X3 |    |    |    |    |    | X1 |    |    |    |    |    |    |
| U+2070 | X0 | Xi |    |    | X4 | X5 | X6 | X7 | X8 | X9 | X+ | X− | X= | X( | X) | Xn |
| U+2080 | X0 | X1 | X2 | X3 | X4 | X5 | X6 | X7 | X8 | X9 | X+ | X− | X= | X( | X) |    |
| U+2090 | Xa | Xe | Xo | Xx | Xə | Xh | Xk | Xl | Xm | Xn | Xp | Xs | Xt |    |    |    |

### Superscript IPA
The Latin Extended-F block was created for the remaining superscript IPA letters. They are supported by the free Gentium Plus and Andika fonts. Additional superscript characters for historical and para-IPA letters have been accepted for future versions of the Unicode Standard,.

#### Consonant letters
The Unicode characters for superscript (modifier) IPA and extIPA consonant letters are as follows. The entire Latin Extended-F block is dedicated to superscript IPA. Characters for sounds with secondary articulation are set off in parentheses and placed below the base letters.
|                       | Bi(shy)labial | Bi(shy)labial | Labio(shy)dental | Labio(shy)dental | Dental   | Dental   | Alveolar              | Alveolar              | Post(shy)alveolar     | Post(shy)alveolar     | Retro(shy)flex | Retro(shy)flex | Palatal         | Palatal             | Velar                | Velar               | Uvular    | Uvular    | Pharyn(shy)geal       | Pharyn(shy)geal | Glottal      | Glottal  |
| --------------------- | ------------- | ------------- | ---------------- | ---------------- | -------- | -------- | --------------------- | --------------------- | --------------------- | --------------------- | -------------- | -------------- | --------------- | ------------------- | -------------------- | ------------------- | --------- | --------- | --------------------- | --------------- | ------------ | -------- |
| Nasal                 |               | m ᵐ 1D50      |                  | ɱ ᶬ 1DAC         |          |          |                       | n ⁿ 207F (ᶇ)          |                       | (ȵ)                   |                | ɳ ᶯ 1DAF       |                 | ɲ ᶮ 1DAE            |                      | ŋ ᵑ 1D51            |           | ɴ ᶰ 1DB0  |                       |                 |              |          |
| Plosive               | p ᵖ 1D56      | b ᵇ 1D47      |                  |                  |          |          | t ᵗ 1D57 (ƫ ᶵ) 1DB5   | d ᵈ 1D48 (ᶁ)          | (ȶ)                   | (ȡ)                   | ʈ 𐞯 107AF      | ɖ 𐞋 1078B      | c ᶜ 1D9C        | ɟ ᶡ 1DA1            | k ᵏ 1D4F             | ɡ ᶢ/g ᵍ 1DA2/1D4D   | q 𐞥 107A5 | ɢ 𐞒 10792 | ʡ 𐞳 107B3             | ʡ 𐞳 107B3       | ʔ ˀ 02C0     | ʔ ˀ 02C0 |
| Affricate             |               |               |                  |                  |          |          | ʦ 𐞬 107AC             | ʣ 𐞇 10787             | ʧ 𐞮 107AE (ʨ 𐞫) 107AB | ʤ 𐞊 1078A (ʥ 𐞉) 10789 | ꭧ 𐞭 107AD (𝼜)  | ꭦ 𐞈 10788 (𝼙)  |                 |                     |                      |                     |           |           |                       |                 |              |          |
| Fricative             | ɸ ᶲ 1DB2      | β ᵝ 1D5D      | f ᶠ 1DA0         | v ᵛ 1D5B         | θ ᶿ 1DBF | ð ᶞ 1D9E | s ˢ 02E2 (ᶊ)          | z ᶻ 1DBB (ᶎ)          | ʃ ᶴ 1DB4 (ɕ ᶝ) 1D9D   | ʒ ᶾ 1DBE (ʑ ᶽ) 1DBD   | ʂ ᶳ 1DB3 (ᶘ)   | ʐ ᶼ 1DBC (ᶚ)   | ç ᶜ̧ 1D9C + 0327 | ʝ ᶨ 1DA8            | x ˣ 02E3 (ɧ 𐞗) 10797 | ɣ ˠ 02E0            | χ ᵡ 1D61  | ʁ ʶ 02B6  | ħ 𐞕 10795 (ʩ 𐞐) 10790 | ʕ ˤ 02E4        | h ʰ 02B0 (ꞕ) | ɦ ʱ 02B1 |
| Approximant           |               |               |                  | ʋ ᶹ 1DB9         |          |          |                       | ɹ ʴ 02B4              |                       |                       |                | ɻ ʵ 02B5       |                 | j ʲ 02B2 (ɥ ᶣ) 1DA3 | (ʍ ꭩ) AB69           | ɰ ᶭ 1DAD (w ʷ) 02B7 |           |           |                       |                 |              |          |
| Tap/flap              |               |               |                  | ⱱ 𐞰 107B0        |          |          |                       | ɾ 𐞩 107A9             |                       |                       |                | ɽ 𐞨 107A8      |                 |                     |                      |                     |           |           |                       |                 |              |          |
| Trill                 |               | ʙ 𐞄 10784     |                  |                  |          |          |                       | r ʳ 02B3              |                       |                       |                |                |                 |                     |                      |                     |           | ʀ 𐞪 107AA | ʜ 𐞖 10796             | ʢ 𐞴 107B4       |              |          |
| Lateral fricative     |               |               |                  |                  |          |          | ɬ 𐞛 1079B (ʪ 𐞙) 10799 | ɮ 𐞞 1079E (ʫ 𐞚) 1079A |                       |                       | ꞎ 𐞝 1079D      | 𝼅 𐞟 1079F      | 𝼆 𐞡 107A1       |                     | 𝼄 𐞜 1079C            |                     |           |           |                       |                 |              |          |
| Lateral approximant   |               |               |                  |                  |          |          |                       | l ˡ 02E1 (ᶅ ᶪ) 1DAA   |                       | (ȴ)                   |                | ɭ ᶩ 1DA9       |                 | ʎ 𐞠 107A0           |                      | ʟ ᶫ 1DAB (ɫ ꭞ) AB5E |           |           |                       |                 |              |          |
| Lateral tap/flap      |               |               |                  |                  |          |          |                       | ɺ 𐞦 107A6             |                       |                       |                | 𝼈 𐞧 107A7      |                 |                     |                      |                     |           |           |                       |                 |              |          |
| Implosive             | ƥ             | ɓ 𐞅 10785     |                  |                  |          |          | ƭ                     | ɗ 𐞌 1078C             |                       |                       | 𝼉              | ᶑ 𐞍 1078D      | ƈ               | ʄ 𐞘 10798           | ƙ                    | ɠ 𐞓 10793           | ʠ         | ʛ 𐞔 10794 |                       |                 |              |          |
| Click release         | ʘ 𐞵 107B5     | ɋ             | ǀ 𐞶 107B6        | ʇ                | ǃ ꜝ A71D | ʗ        |                       |                       | 𝼊 𐞹 107B9             | ψ                     | ǂ 𐞸 107B8      | 𝼋              | (ʞ)             | (ʞ)                 |                      |                     |           |           |                       |                 |              |          |
| Lateral click release |               |               |                  |                  |          |          | ǁ 𐞷 107B7             | ʖ                     |                       |                       |                |                |                 |                     |                      |                     |           |           |                       |                 |              |          |
| Percussive            |               |               |                  |                  |          |          | ¡ ꜞ A71E              | ¡ ꜞ A71E              |                       |                       |                |                |                 |                     |                      |                     |           |           |                       |                 |              |          |

#### Vowel letters
The Unicode characters for superscript (modifier) IPA vowel letters, plus a pair of extended letters ᵻ ᵿ found in English dictionaries, are as follows. Recently retired alternative letters such as ɩ ɷ are also supported; they are set off in parentheses and placed below the standard IPA letters:
|            | Front               | Front     | Central             | Central   | Back      | Back                 |
| ---------- | ------------------- | --------- | ------------------- | --------- | --------- | -------------------- |
| Close      | i ⁱ 2071            | y ʸ 02B8  | ɨ ᶤ 1DA4            | ʉ ᶶ 1DB6  | ɯ ᵚ 1D5A  | u ᵘ 1D58             |
| Near-close | ɪ ᶦ 1DA6 (ɩ ᶥ) 1DA5 | ʏ 𐞲 107B2 | (ᵻ ᶧ) 1DA7          | (ᵿ)       | (ω)       | ʊ ᶷ 1DB7 (ɷ 𐞤) 107A4 |
| Close-mid  | e ᵉ 1D49            | ø 𐞢 107A2 | ɘ 𐞎 1078E           | ɵ ᶱ 1DB1  | ɤ 𐞑 10791 | o ᵒ 1D52             |
| Mid        |                     |           | ə ᵊ 1D4A            | ə ᵊ 1D4A  |           |                      |
| Open-mid   | ɛ ᵋ 1D4B            | œ ꟹ A7F9  | ɜ ᶟ 1D9F (ᴈ ᵌ) 1D4C | ɞ 𐞏 1078F | ʌ ᶺ 1DBA  | ɔ ᵓ 1D53             |
| Near-open  | a ᵃ 1D43            | æ 𐞃 10783 | ɶ 𐞣 107A3           | ɐ ᵄ 1D44  | ɑ ᵅ 1D45  | ɒ ᶛ 1D9B             |

|               | ɑ | æ | ç | ð | ə | ʃ | ʍ | ʔ |
| ------------- | - | - | - | - | - | - | - | - |
| Надпис        | ◌ᷧ | ◌ᷔ | ◌ᷗ | ◌ᷙ | ◌ᷪ | ◌ᷯ |   | ◌̉ |
| Підрядковий   |   |   |   |   | ₔ |   |   |   |
| Нижній індекс |   |   |   |   |   |   | ◌ᫀ |   |